# 永明
永明（483年正月—493年十二月）是南朝齊武帝萧赜的年號，共十年餘。
永明十一年七月鬱陵王萧昭业即位沿用。

## 纪年
| 永明 | 元年   | 二年  | 三年  | 四年  | 五年  | 六年  | 七年  | 八年  | 九年  | 十年  |
| ---- | ------ | ----- | ----- | ----- | ----- | ----- | ----- | ----- | ----- | ----- |
| 公元 | 483年  | 484年 | 485年 | 486年 | 487年 | 488年 | 489年 | 490年 | 491年 | 492年 |
| 干支 | 癸亥   | 甲子  | 乙丑  | 丙寅  | 丁卯  | 戊辰  | 己巳  | 庚午  | 辛未  | 壬申  |
| 永明 | 十一年 |       |       |       |       |       |       |       |       |       |
| 公元 | 493年  |       |       |       |       |       |       |       |       |       |
| 干支 | 癸酉   |       |       |       |       |       |       |       |       |       |

## 參看
- 永明之治
- 中国年号列表
- 同期存在的其他政权年号
  - 興平（486年）：唐寓之的年号
  - 太和（477年正月-499年十二月）：北魏政权北魏孝文帝元宏年号
  - 永康（464年-484年）：柔然政權受羅部真可汗予成年號
  - 太平（485年-491年）：柔然政權伏名敦可汗豆崙年號
  - 太安（492年-505年）：柔然政權候其伏代庫者可汗那蓋年號
  - 建初（489年-491年）：高昌政权年号